# إيرج ميرزا
ايرج ميرزا الملقب بـجلال الممالك (أكتوبر 1874 - 14 مارس 1926) شاعر إيراني وأمير قاجاري. يعتبر من رواد الشعر الحديث في إيران في الربع الأول من القرن العشرين. ترتبط أعماله بنقد التقاليد وتعد صورة صادقة لعصره بكل ما اكتنفه من أحداث، وكل ما اتسم به من عادات وتقاليد وصراعات ما بين القديم والجديد، مع ذلك شعره بسيط ويتضمن الكلمات الشعبية وله هجاءات في شعراء محدثين الذين عاصروه وخالف الشعر الحر. كان يجيد التركية والعربية والفرنسية وقام بترجمة الأعمال الأدبية من الفرنسية إلى الفارسية. 

## سيرته
هو ايرج ميرزا بن غلام حسين بن ايرج بن فتح علي شاه القاجاري، ولد في رمضان 1291 / أكتوبر 1874 في تبريز وتعلم بها. تزوج في سن السادسة عشرة ودخل في البلاط بطهران في سنة 1892. بعد الثورة الدستورية في إيران، اشتغل في وزارة المعارف ثم المالية.

توفي في يوم 27 شعبان 1343/ 14 مارس 1926 بسبب نوبة قلبية ودفن في مقبرة ظهير الدولة في شمال طهران.

## شعره
تأثر إيرج ميرزا خلال عصر قاجار بالثورة الدستورية الفارسية (1906-1911) والظروف المتغيرة في البلاد. وتتجلى هذه الحقيقة في أسلوبه في النظم والمفاهيم الحديثة والمستوردة في أعماله. وهو ينتقد الظروف الاجتماعية للبلد، والأصالة المذهلة في استخدامه للاستعارة عند معالجة المشاكل الاجتماعية المتنوعة، كان موضع إعجاب من قبل منتقديه.

## أعماله
- ديوان الشعري
- مثنوي زهره ومنوتشهر
- مثنوي عارف-نامة
- الأعمال الأدبية
- ترجمه روميو وجولييت إلى الفارسية

## وصلات خارجية
- إيرج ميرزا على موقع IMDb (الإنجليزية)